# Narnaund
Narnaund là một thành phố và là nơi đặt ủy ban đô thị (municipal committee) của quận Hisar thuộc bang Haryana, Ấn Độ.

## Địa lý
Narnaund có vị trí 29°13′B 76°09′Đ / 29,22°B 76,15°Đ Nó có độ cao trung bình là 208 mét (682 feet).

## Nhân khẩu
Theo điều tra dân số năm 2001 của Ấn Độ, Narnaund có dân số 15.114 người. Phái nam chiếm 54% tổng số dân và phái nữ chiếm 46%. Narnaund có tỷ lệ 57% biết đọc biết viết, thấp hơn tỷ lệ trung bình toàn quốc là 59,5%: tỷ lệ cho phái nam là 67%, và tỷ lệ cho phái nữ là 44%. Tại Narnaund, 15% dân số nhỏ hơn 6 tuổi.